# Hermandad de San Gil (Écija)
La Hermandad de San Gil es una cofradía de la Semana Santa de Écija, provincia de Sevilla, Andalucía, España. Realiza una procesión anual en la tarde del Miércoles Santo.  El nombre completo de la corporación es: Hermandad Sacramental y Real Archicofradía de Nazarenos de la Coronación de Espinas de Nuestro Señor Jesucristo, San Marcos, San Roque, Santísimo Cristo de la Salud, Nuestra Señora de los Dolores Coronada, Sagrado Corazón de Jesús y San Juan de Dios. Se encuentra establecida canónicamente en la Iglesia de San Gil, sita en el barrio homónimo de la ciudad sevillana de Écija. Cabe destacar que es la Hermandad con más número de nazarenos (1100) entre las 14 que realizan estación de penitencia durante la Semana Santa de Écija.
Su titular, el Santísimo Cristo de la Salud es conocido y venerado como el "Señor de Écija". Por otro lado, la Santísima Virgen de los Dolores fue coronada canónicamente en octubre de 2023. 

## Historia
Fue fundada en el año 1563, aunque las primeras noticias sobre esta cofradía de San Marcos de Écija nos remiten a la Edad Media, siendo entonces de carácter hospitalario cuyas funciones eran socorrer a pobres enfermos y desvalidos de la ciudad y dar culto al santo titular. Se sabe que el hospital de la cofradía de San Marcos ya existía en 1429 [cita requerida] subsistiendo su cofradía hasta 1570, año en el que Felipe II decretó la reducción de hospitales.
Algo más tarde un clérigo de la parroquia de San Gil reorganizó a los hermanos de la recién desaparecida cofradía hospitalaria de San Marcos, imprimiéndole carácter penitencial y agregándole la advocación de la Coronación de Nuestro Señor Jesucristo. Esta nueva Hermandad aprobó sus Reglas el 25 de septiembre de 1581 con cuarenta y tres capítulos, a los que se sumaron dos más en 1583 para agregar la advocación de San Roque.
La incorporación de San Roque, santo protector para las epidemias, se justificaría por el duro golpe sufrido por la población ecijana el año anterior, provocando una gran mortandad entre la población.
La construcción en el siglo XVIII de una rica capilla en la parroquia de San Gil, con bellos retablos para sus imágenes confirma su consolidación como una de las cofradías de más arraigo de Écija. A su auge contribuyó también la aceptación por parte de Felipe V, en 1702, del cargo de Hermano Mayor Perpetuo, con derecho a sucesión.
En sus Reglas se fija el Lunes Santo para su salida en estación de penitencia anual, que se mantiene hasta 1891, cuando se trasladaría al Miércoles Santo.

## Reseña artística

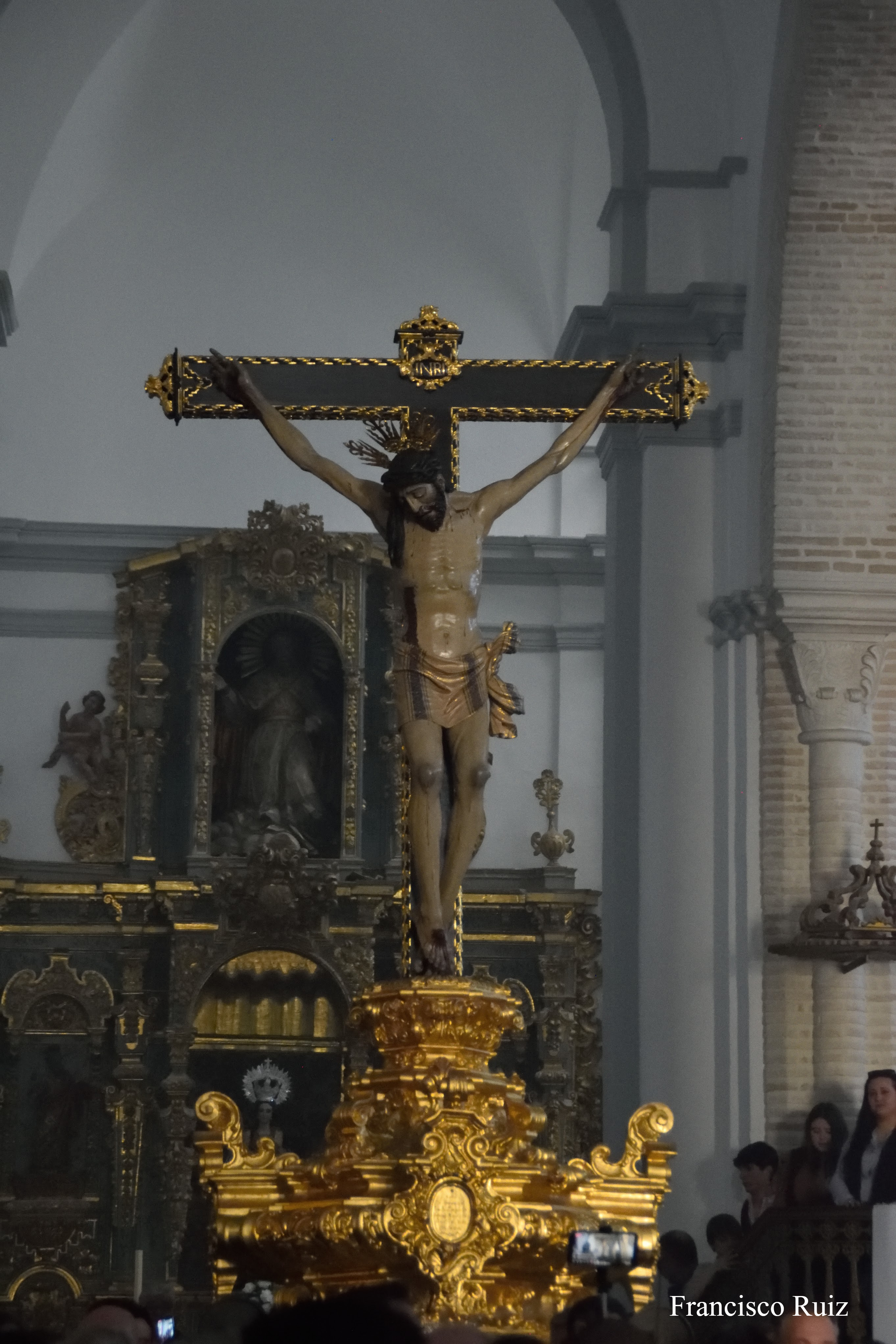
Stmo. Cristo de la Salud

La Hermandad de San Gil realiza estación de penitencia el Miércoles Santo con tres de sus titulares: El Señor de la Coronación, El Stmo. Cristo de la Salud y Ntra. Sra. de los Dolores. Los tres titulares son tallas anónimas, aunque actualmente se ha barajado la posibilidad de que la imagen de Ntra. Sra. de los Dolores sea de autoría de José Montes de Oca. 

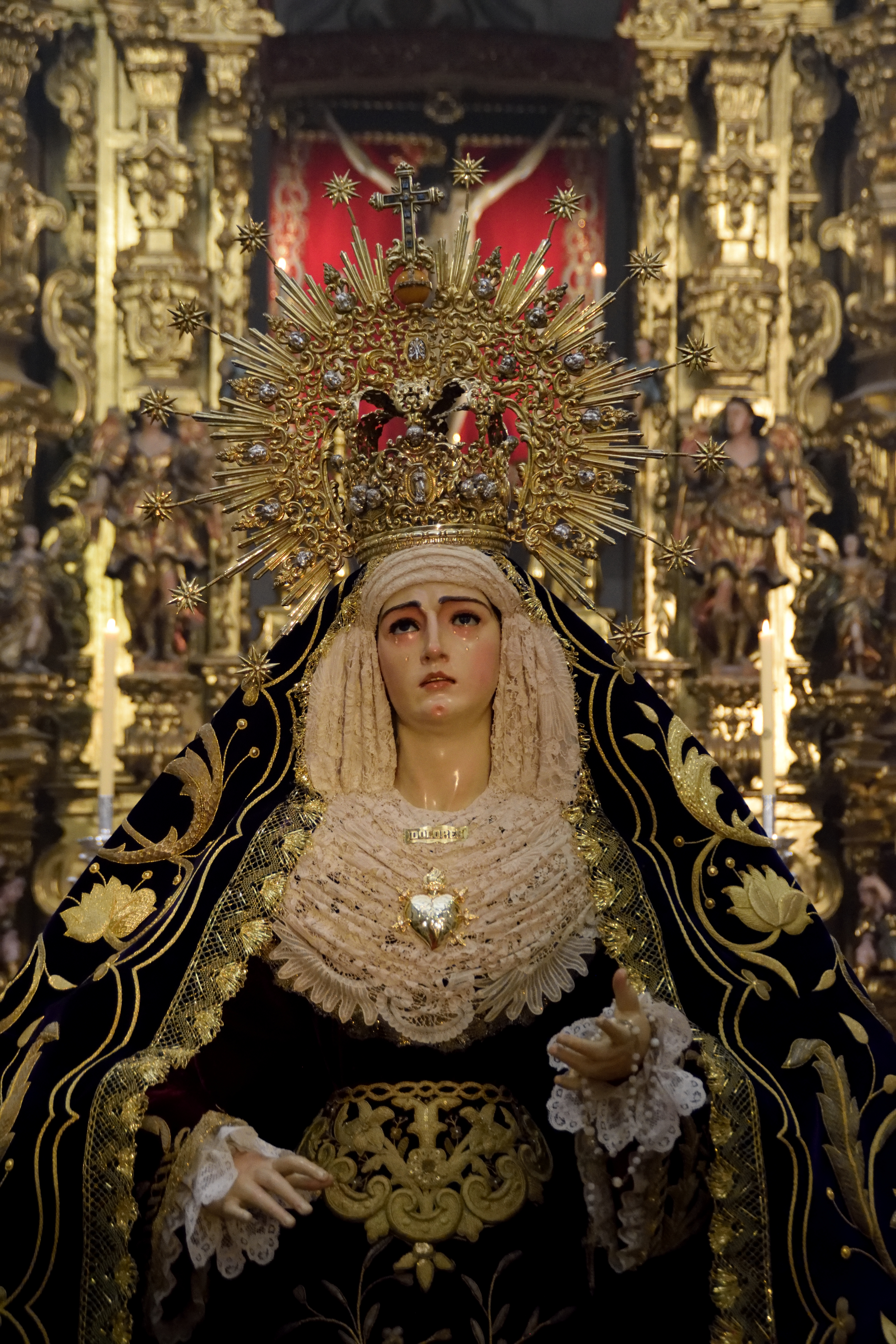
Ntra. Señora y Madre de los Dolores Coronada

- El Señor de la Coronación data del siglo XVII y fue en principio un Ecce Homo al que más tarde D. Antonio de Alba le añade piernas, las cuales son sustituidas por otras de unas mejores proporciones en una restauración del escultor ecijano Rafael Amadeo Rojas. Procesiona en un paso de misterio, acompañado por cinco imágenes más, que representan a dos sayones, un romano, un sacerdote hebreo y Poncio Pilato, que sustituyeron al antiguo misterio suprimido en 1992. Son también obra del escultor ecijano Rafael Amadeo Rojas, así también en los años 2019 y 2022 estrenaría una imagen de Claudia Prócula y de un soldado judío haciendo mofa, respectivamente. Ambas obras del escultor ecijano Sergio Saldaña Jiménez.
- El Stmo. Cristo de la Salud es una imagen anónima de talla completa y tamaño natural que data del siglo XVI. Concebida originalmente para presidir el crucero de la iglesia junto con las imágenes de la Virgen María y el apóstol San Juan, imágenes que se conservan en la capilla de la hermandad. Esta imagen es un gran símbolo devocional para los ecijanos, siendo calificado como El Cristo del Pueblo, ya que son muchos los ecijanos que acuden a la Parroquia de San Gil para rezar o hacer ofrendas en su camarín todos los viernes del año, donde se presenta sobre una peana dorada del siglo XVIII, y dosel de terciopelo rojo bordado en oro. Procesiona en un paso neobarroco de madera de caoba en su color y ocasionalmente con un hermoso sudario con tejidos hebraicos y azucenas de plata por clavos.Stmo. Cristo de la Salud

- Ntra. Sra. de los Dolores Coronada es una imagen de una dolorosa de estilo sevillano atribuida a José Montes de Oca, datada en el año 1714 por el historiador D. Ramsés Torres. Procesiona en paso de palio con orfebrería de los talleres de Hijos de Juan Fernández (1969-1977), de Sevilla y con manto y saya de terciopelo morado y burdeos respectivamente, bordados en oro, por  Ana Antúnez (1882). El techo de palio, bambalinas, corbatas y faldones están bordados en oro por el prestigioso bordador ecijano Jesús Rosado (2009-2023). Procesiona con imponente corona de plata de ley, bañada en oro con incrustaciones de perlas, circonitas y cuarzo rosa que fue realizada con motivo de su Coronación Canónica (2023).

## Marchas dedicadas
Banda de música
- Salud en Tus Dolores - Jacinto Manuel Rojas Guisado (2009).
- Dolores de San Gil - José Luis Sánchez Vega (2015).
- San Gil te Corona - Jesús Joaquín Espinosa de los Monteros Pérez (2023).

Agrupación musical
- Lamento Coronado - José Luis Rodríguez Navarro (2014).
- Clamor del Altozano - Manuel Amador Infantes y Daniel Rodríguez Ramírez (2015).
- El Reino de los Cielos - Jorge Águila Ordóñez (2018)
- Coronación en san gil - Felipe Trujillo Lira (2022)
- Ecce hommo - Adrián Llopis Salas  (2023)

## Túnicas
Los nazarenos de los tramos de la Coronación de Espinas y del Stmo. Cristo de la Salud llevan un capirote de tamaño medio con el escudo en el antifaz, de color morado, y visten una túnica morada con botonadura blanca y con fajín morado ceñido en blanco y capa blanca con el escudo de la Hermandad a la altura del hombro izquierdo. Los nazarenos de los tramos de Ntra. Sra. de los Dolores llevan también un capirote de tamaño medio con el escudo en el antifaz, en este caso de color celeste, y llevan túnica celeste con fajín del mismo color ceñido en blanco y botonadura blanca y una capa blanca con el escudo de la Hermandad también a la altura del hombro izquierdo.

## Paso por Carrera Oficial
| Predecesor: Santiago (Martes Santo) | Orden de entrada en Carrera Oficial (Miércoles Santo) Única hermandad que realiza estación de penitencia este día | Sucesor: El Confalón (Jueves Santo) |

## Curiosidades
- La Hermandad es la que más hermanos tiene de cuantas hay en Écija, y cuenta con el mayor número de nazarenos (1100) en la Semana Santa Astigitana.
- La Hermandad salía por la puerta de la Calle San Antonio, pero desde el año 1994 viene realizando su salida procesional desde la puerta de la Plaza de San Gil, debido a las obras que se acometieron para adaptar la puerta situada en esta plaza para la salida de los Titulares de la Cofradía.
- La Hermandad ostenta el título de Sacramental desde julio del año 2011.
- En 1985, el Santísimo Cristo de la Salud tras su restauración, presidió una misa junto al Santísimo Cristo de Confalón (Hermandad de Confalón) en la Iglesia de la Victoria, junto al Altar Mayor debajo de éste. En 1995, diez años después, la bendición del Santísimo Cristo de Confalón tras su restauración se realizó en la Parroquia de San Gil y debajo de la Capilla del Santísimo Cristo de la Salud.
- El Santísimo Cristo de la Salud se le considera el "Señor de Écija" ya que es la imagen con más devoción de Écija. Cada Miércoles Santo es acompañado por unos 1100 nazarenos, pero delante de la Cruz de Guía van muchísimos más fieles (unas 1000 personas) alumbrando con velas, que son conocidas como "la Cera".
- El misterio de la Coronación de Espinas se sustituyó por el actual a lo largo de la década de los años 90.
- En 2009, la Hermandad realiza una exposición de sus enseres en su Capilla Sacramental, con motivo del estreno del nuevo palio y de la restauración y estrenos para ese año de gran parte de su patrimonio.
- En 2012, inaugura su nueva casa-Hermandad, donde está expuesto en Museo todo su patrimonio.
- En 2013, se restaura la imagen de Ntra. Sra. de los Dolores, una restauración que dio mucho que hablar. Fue intervenida en las dependencias de la Casa-Hermandad.
- El 14 de junio de 2014, se conmemora el 400 aniversario del cese de la imagen del Santísimo Cristo de la Salud de la Parroquia a la Hermandad. Tras la Semana Santa de 2014, durante mayo y junio el Señor de la Salud fue colocado en el Altar Mayor, ocupando el retablo mayor de la Capilla Sacramental (y de Hermandad), el cual es del Señor de la Salud, el Cristo de la Coronación de Espinas.
- Nuestra Señora de los Dolores procesiona de forma extraordinaria un 11 de octubre en la Magna Mariana del 2015. Apoyando así el Voto Concepcionista de Écija.
- Nuestra Señora y Madre de los Dolores fue Coronada Canónicamente en 28 de octubre de 2023, convirtiéndose en la segunda imagen mariana de la ciudad en gozar de dicho honor.